# Doon (ort i Irland, Munster, County Limerick)
Doon (iriska: Dún) är en ort i republiken Irland.   Den ligger i grevskapet County Limerick och provinsen Munster, i den centrala delen av landet, 160 km sydväst om huvudstaden Dublin. Doon ligger 98 meter över havet och antalet invånare är 509.
Terrängen runt Doon är kuperad åt nordost, men åt sydväst är den platt.Runt Doon är det glesbefolkat, med 19 invånare per kvadratkilometer. Närmaste större samhälle är Tipperary, 15,6 km söder om Doon. Trakten runt Doon består i huvudsak av gräsmarker.